# Guillaume Chaudron-Rousseau
Guillaume Chaudron-Rousseau ou George Chaudron-Rousseau, né le 12 février 1752 à Bourbonne et décédé le 6 mai 1816 au même lieu, était un révolutionnaire français. Favorable aux Jacobins et bras armé de la Terreur, il échappa aux purges de Thermidor mais s'effaça de la vie politique à la dissolution de la Convention.

## Biographie
En septembre 1791, alors procureur-syndic du district de Bourbonne, Chaudron-Rousseau est élu député du département de la Haute-Marne, le sixième sur huit, à l'Assemblée nationale législative. Il vote en faveur de la mise en accusation du marquis de Lafayette. 
En septembre 1792, Chaudron-Rousseau est réélu député de la Haute-Marne, le cinquième sur sept, à la Convention nationale. Il siège sur les bancs de la Montagne. Lors du procès de Louis XVI, il vote la mort, contre l'appel au peuple et contre le sursis.  
En mars 1793, ce député champenois est envoyé en mission dans les Pyrénées-Orientales, où il organise des bataillons scolaires regroupant des enfants de huit à seize ans. Il fait déclarer suspect les parents qui n'inscriraient pas leurs enfants dans ces troupes. À Perpignan, il propose d'incendier et de raser toutes les forêts où les royalistes pourraient se réfugier. 
Il participe par la suite à la répression du soulèvement fédéraliste de Bordeaux, et envoie devant le Tribunal révolutionnaire les membres de la Commission populaire de la cité girondine. Il effectue aussi des missions dans la Haute-Garonne, la Lozère, l'Ariège et l'Aveyron, où il fait appliquer sévèrement les mesures du gouvernement révolutionnaire.
Au retour de l'une de ses missions, il est élu secrétaire de la Convention le 6 décembre 1793, sous la présidence de Voulland. 
Après la chute de Robespierre, Chaudron-Rousseau reste fidèle à ses opinions montagnardes. Il défend les Journées du 31 mai et du 2 juin 1793, affirmant avoir saisi à Bordeaux des lettres de députés girondins prouvant leur désir de faire monter le dauphin sur le trône.
Il soutient les derniers mouvements sans-culottes du printemps de l'an III, ce qui lui vaut d'être décrété d'arrestation le 22 thermidor an III (9 août 1795). 
Il est finalement libéré par l'amnistie du 4 brumaire an IV (26 octobre 1795), mais sa carrière politique est terminée.
En 1797, Chaudron-Rousseau obtient un emploi de sous-inspecteur des forêts à Bourbonne, fonction qu'il occupe jusqu'à la Restauration en 1816.
Malade, l'ancien conventionnel n'est pas compris dans la loi du 12 janvier 1816, bien qu'ancien régicide. Il meurt quelques mois plus tard dans sa ville natale.

## Famille
Chaudron-Rousseau est le père du général Pierre Guillaume Chaudron-Roussau (1775-1811), tué à la Bataille de Barrosa.

### Source
- « Guillaume Chaudron-Rousseau », dans Adolphe Robert et Gaston Cougny, Dictionnaire des parlementaires français, Edgar Bourloton, 1889-1891 [détail de l’édition]